# Người Hà Nhì

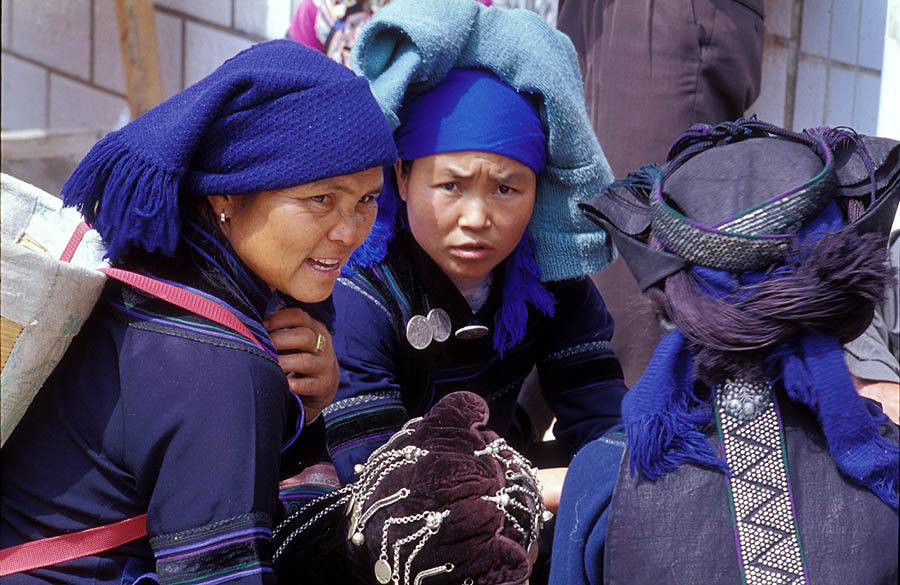
Trang phục thông thường của người Cáp Nê tại Trung Quốc. Ảnh chụp gần Nguyên Dương, tỉnh Vân Nam.

Người Hà Nhì (tên tự gọi: Haqniq, tiếng Hán: 哈尼族 Hāní zú, Cáp Nê tộc), tên gọi khác: Ha Ni, U Ní, Xá U Ní là một dân tộc sống ở Đông Nam Á và lân cận bên Trung Quốc.
Người Hà Nhì nói tiếng Hà Nhì, ngôn ngữ thuộc nhóm Lô Lô, trong ngữ tộc Tạng-Miến, ngữ hệ Hán-Tạng.
Tại Việt Nam người Hà Nhì là một dân tộc trong số 54 dân tộc tại Việt Nam, theo Điều tra dân số năm 2019 có 25.539 người .
Tại Cộng hòa Nhân dân Trung Hoa người Hà Nhì là một trong số 56 dân tộc được công nhận chính thức.
Tại Lào, theo số liệu năm 1985, có 727 người Hà Nhì cư trú. Số dân này chủ yếu là di dân trong thời kì hoạt động của tướng Vàng Pao.

## Dân số và địa bàn cư trú

### Tại Việt Nam
Ở Việt Nam có khoảng 17.500 người Hà Nhì (1999) cư trú ở các tỉnh Điện Biên,Lai Châu và Lào Cai, giáp với Trung Quốc, gồm 3 nhóm địa phương: Hà Nhì Hoa (gồm có nhóm Hà Nhì Cồ Chồ sống ở vùng thấp và Hà Nhì La Mí sống ở vùng cao) và Hà Nhì Đen (Hà Nhì Lô Mê).
Theo Tổng điều tra dân số và nhà ở năm 2009, người Hà Nhì ở Việt Nam có dân số 21.725 người, cư trú tại 32 trên tổng số 63 tỉnh, thành phố . Người Hà Nhì cư trú tập trung tại các tỉnh: 
Lai Châu (13.752 người, chiếm 63,3% tổng số người Hà Nhì tại Việt Nam), 
Lào Cai (4.026 người), Điện Biên (3.786 người).
Tại Mường Tè (Lai Châu), căn cứ vào sự khác nhau về y phục, về phương ngữ hay phong tục tập quán, người Hà Nhì tự chia thành hai nhóm: Hà Nhì Cồ Chồ và Hà Nhì La Mí (gọi chung là Hà Nhì Hoa). Trong đó, nhóm Hà Nhì Cồ Chồ cư trú tập trung ở các bản Xi Né (xã Mù Cả), A Mé (xã Tà Tổng), Nậm Hạ (xã Kan Hồ), Chang Pa Chải (xã Hua Bum). Nhóm Hà Nhì La Mí cư trú tập trung ở các xã Ka Lăng, Thu Lũm và các bản Mù Cả, Ma Ký, Gò Cứ (xã Mù Cả), Nậm Lọ (xã Kan Hồ).
Người Hà Nhì Đen tập trung ở Y Tý, Lào Cai.

### Tại Trung Quốc
Ở Trung Quốc, khoảng 97% trong tổng số hơn 574.800 người Hà Nhì sống ở tỉnh huyện Kim Bình tỉnh Vân Nam, rải rác quanh dãy núi Ai Lao Sơn (哀牢山), nằm giữa các sông Lan Thương Giang (Mekong) và Nguyên Giang (元江 hay Hồng Hà 红河, tiếng Hà Nhì: Lalsa baqma). Tại đây có huyện tự trị dân tộc Hà Ni, dân tộc Di, dân tộc Thái Nguyên Giang (Yuánjiāng Hānízú Yízú Dǎizú zìzhìxiàn 元江哈尼族彝族傣族自治县) với huyện lị là Nguyên Giang.

## Nguồn gốc

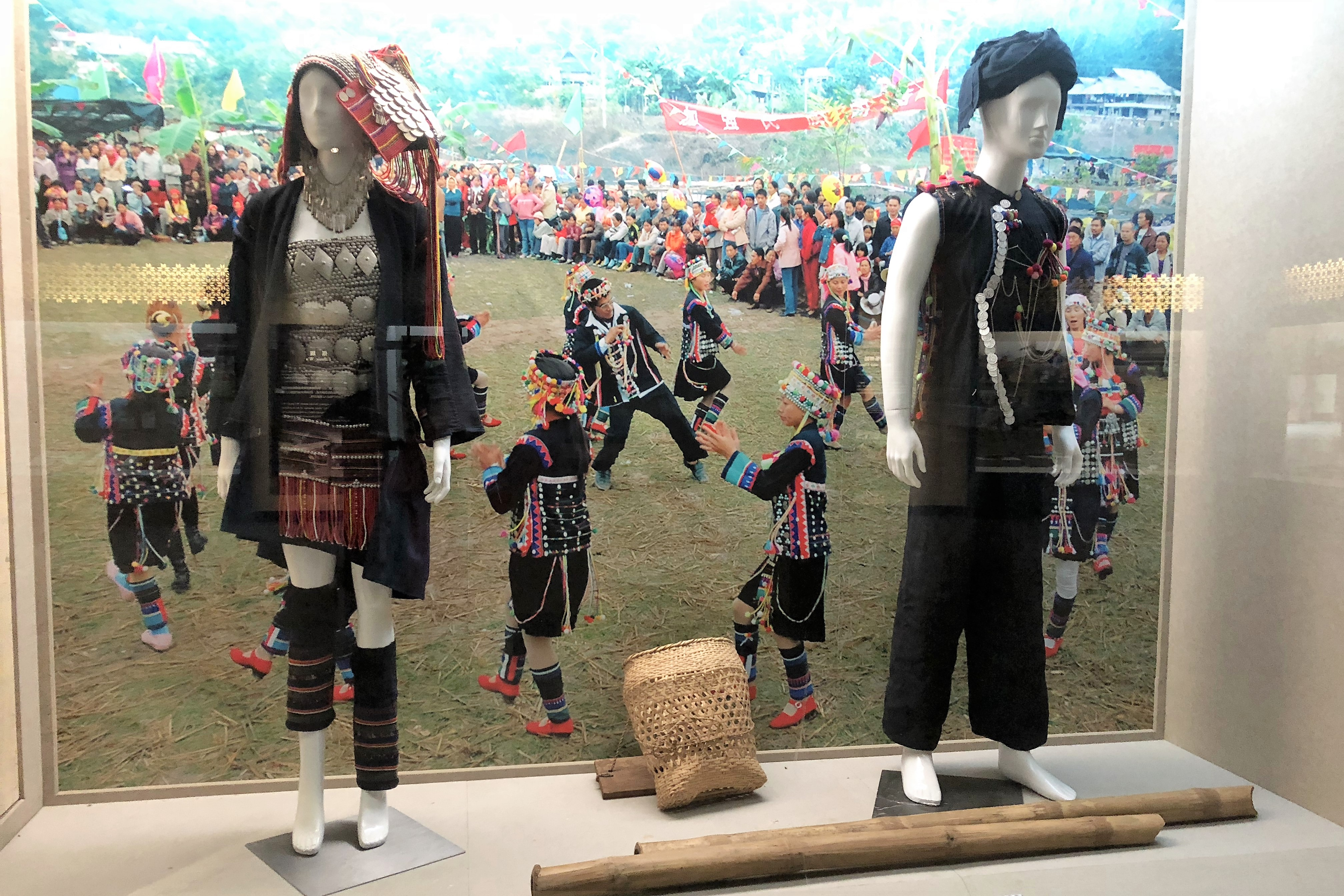
Trang phục truyền thống của người Hà Nhì

## Đặc điểm kinh tế

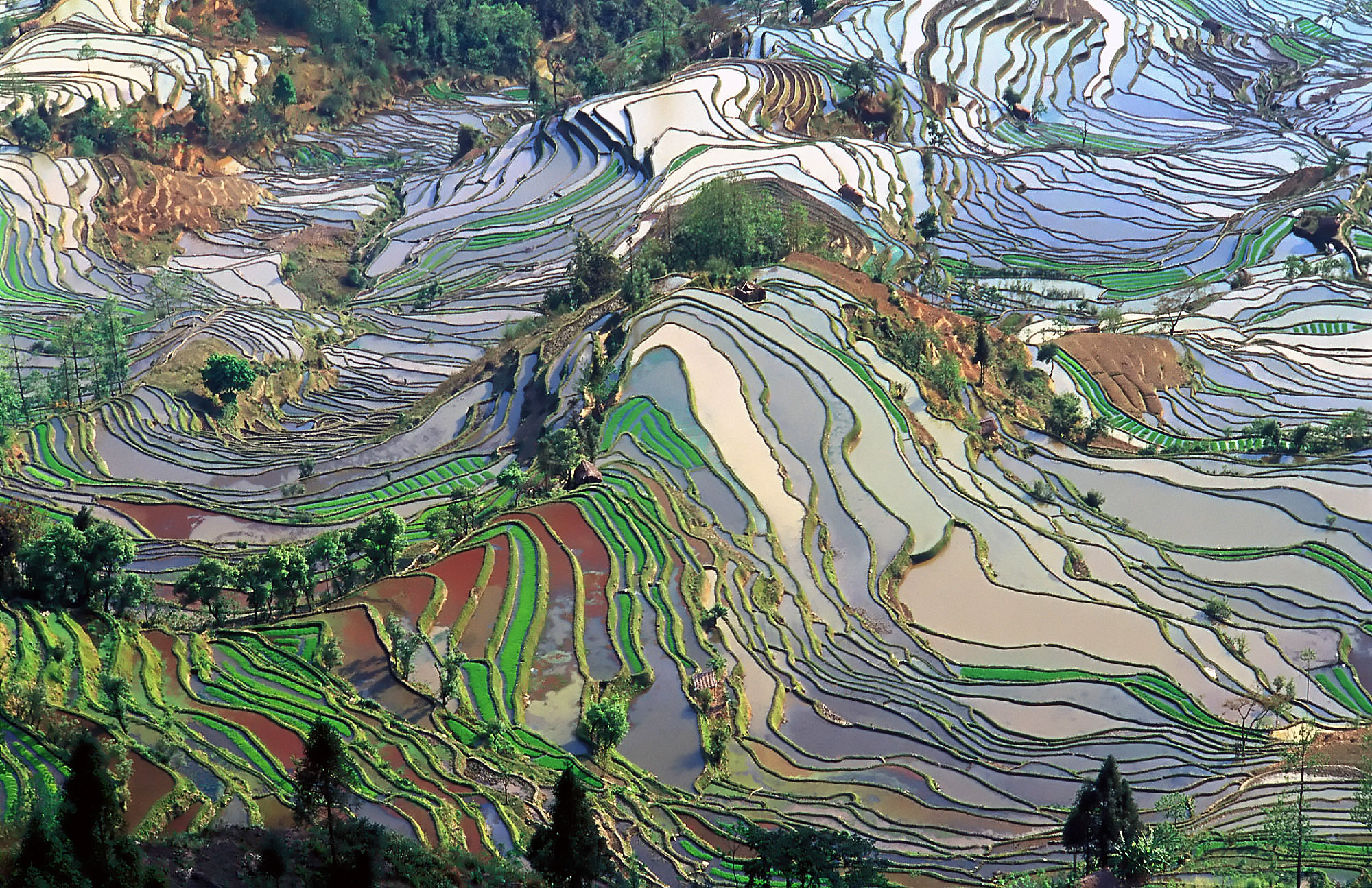
Ruộng bậc thang của người Hà Nhì tại Hồng Hà, Vân Nam, Trung Quốc, được ghi vào danh sách Di sản thế giới của UNESCO.